# 織本順吉
織本 順吉（おりもと じゅんきち、1927年〈昭和2年〉2月9日 - 2019年〈平成31年〉3月18日）は、日本の俳優・ナレーター。本名：中村 正昭（なかむら まさあき）。
神奈川県横浜市出身。神奈川県立工業学校（現・神奈川県立神奈川工業高等学校）卒業。劇団青俳、BMGメイクII を経て、アルファエージェンシーに所属していた。
身長174cm、体重72kg、血液型B型。晩年は栃木県に在住していた。放送作家・脚本家の中村結美は娘にあたる。

## 人物・来歴
2歳の頃に実母を亡くし、15歳で父を亡くし、以降は義母と生活をともにする。
電機会社に勤務後、1949年に新協劇団へ入団し、舞台『破戒』で初舞台を踏む。NHKがテレビ放映を開始した直後、『ビルマの竪琴』に水島上等兵役で出演。
1954年に退団し、岡田英次・西村晃・木村功・高原駿雄らと劇団青俳を結成。1980年に解散するまで同劇団の幹部俳優として活動。
今井正らに鍛えられ、セリフ覚えの良さからオファーが続き、薄幸な父から教師役、小悪党、ヤクザの親分まで幅広い役柄を演じた。『沖縄やくざ戦争』では、成田三樹夫扮する子分の暴走に狼狽するヤクザの親分役を好演した。自身は「極端な話、刑事役もヤクザ役もそう変わりはない。人間である以上、内面にはどこか共通する部分があるから。人物像を総合的にとらえれば、どんな役も違和感はないですね」と語っている。
深作欣二監督作品に最も多く出演した俳優であり、深作が助監督時代から知っていた。
『澪つくし』にキャスティングされたことで全国に顔が知られることになり、自身もこれを喜んでいたという。
2019年3月18日午後0時2分、老衰のため、入院先の栃木県那須塩原市の病院で死去。92歳だった。役者としての最大の信条は「台本は現場に持ち込まないこと」であった。亡くなる直前まで非常に精力的な活動をみせ、90歳を超えてからの活躍も目立つなど、生涯現役を貫いた。趣味は絵画。

## エピソード
- 東映京都撮影所での撮影に初参加したときは、東京から来た者を怖がる風潮があったため撮影所の隅にいたが、旧知の鶴田浩二に声をかけられ打ち解けることができた[12]。自身が京都に慣れてからは、このときのことを意識して東京から来た役者へ積極的に声をかけるようにしていた[12]。
- 『仁義なき戦いシリーズ』などのヤクザ映画では、強面だが人間的な弱さを持つ親分役を数多く演じた。本人によれば、強気な人物の演技では自ずとこうなる場合が多く、意識的に気弱に演じたことはないという。のちにヤクザ映画での織本の演技を見た別役実（劇作家）から、舞台の主演のオファーが来たときには嬉しく思ったという[15]。
- 『実録外伝 大阪電撃作戦』ではヤクザの世界を面白く見せようという考えから、『仁義なき戦い』における金子信雄の演技を参考にヤクザの親分をコミカルに演じた[12]。
- 『宇宙からのメッセージ』へは、当初キド役を演じていた俳優が降板したため深作から急遽呼びだされての参加であった[12]。そのとき、織本は福島で撮影中だったが、スケジュールが合ったためその足で東映京都撮影所へ向かった[12]。セリフは道中の新幹線内で覚えたが、冒頭に長尺シーンがあり、名前も覚えにくかったため、織本は俳優人生で最もしんどかったと述懐した[12]。

## 出演

### テレビドラマ

#### NHK
- アイウエオ（1967年） - 順吉
- からくり儀右衛門（1969年） - 儀右衛門の父
- 大河ドラマ
  - 新・平家物語（1972年） - 新宮十郎行家
  - 徳川家康（1983年） - 大久保忠世
  - いのち（1986年） - 小松
  - 春日局（1989年） - 稲葉重通
  - 太平記（1991年） - 塩冶宗春
  - 炎立つ（1993年） - 千任
  - 花の乱（1994年） - 善阿弥
  - 秀吉（1996年） - 佐久間信盛
- NHK特集 / 日本の戦後（1977年）
  - 第5話「一歩退却二歩前進　二・一ゼネスト前夜」
  - 第7話「退陣の朝 革新内閣の九ヶ月」 - 新聞社デスク
- 土曜ドラマ
  - 松本清張シリーズ・虚飾の花園（1978年）
  - 家族の値段（1990年） - 千貝
  - ディロン〜運命の犬（2006年）
- 連続テレビ小説
  - マー姉ちゃん（1979年） - 小田部長
  - 澪つくし（1985年）
  - ええにょぼ（1993年）
  - わかば（2004年 - 2005年） - 高原栄造
- 修羅の旅して（1979年10月28日） - 露口
- 水曜時代劇→時代劇ロマン→金曜時代劇→木曜時代劇
  - 御宿かわせみ
    - 第1シリーズ 第15話「江戸は雪」（1981年）
    - 第2シリーズ 第14話「油屋殺人事件」（1983年）

  - 柳橋慕情（2000年） - 平七
  - 蝉しぐれ（2003年） - 関口晋助
  - 出雲の阿国（2006年） - 大村由己梅庵
  - まんまこと〜麻之助裁定帳〜（2015年） - 住職
- ドラマ人間模様 / 太陽の子 てだのふあ（1982年） - 桐道さん
- 破獄（1985年4月6日） - 安藤看守
- 海の群星（1988年11月12日） - ハチャー
- ドラマ新銀河
  - つばさ（1994年） - 天道誉 役
  - ママだって夏休み（1997年）- 早苗の祖父 役
- 月曜ドラマシリーズ / ジイジ〜孫といた夏〜（2005年） - 沢田一成
- 坂の上の雲（2010年） - 長谷川祖吉
- 土曜ドラマスペシャル / キルトの家（2012年） - 沢田道治
- BS時代劇 / 妻は、くノ一（2013 - 2014年） - 祥元和尚
- 生きたい たすけたい（2014年） - 蔵内秀雄
- プレミアムドラマ
  - 終の棲家（2014年） - 岩崎清三
  - 鴨川食堂（2016年） - 美月知一郎
- ドラマ10 / 水族館ガール（2016年） - 田所章一

#### 日本テレビ
- 夫婦百景
  - 第61回「ファウル亭主」（1959年7月6日）
  - 第80回「コンプレックス亭主」（1959年11月16日）
  - 第97回「風の中の夫婦」（1960年3月14日）
- クライマックス 人生はドラマだ 第20回 淡谷のり子（1960年2月20日）
- ローンウルフ 一匹狼 第16話「喪服の女」（1968年）
- ゴールドアイ 第25話「海底の火薬庫」（1970年） - リン・オーテツ
- ワイルド7 第21話「誘拐の掟」（1973年） - 山村
- 土曜日の女シリーズ / 女子高校生殺人事件（1974年） - 柴本健次郎
- 伝七捕物帳
  - 第64話「祭り太鼓に血がおどる」（1975年） - 木曽屋
  - 第67話「幼なじみに恋が散る」（1975年） - 清五郎
  - 第99話 「命を賭けた一分銀」（1976年） - 伊勢屋
- 剣と風と子守唄 第12話「殿様暗殺の日」（1975年） - 戸田兵部
- 太陽にほえろ!
  - 第222話「蝶」（1976年） - 小森秀夫
  - 第262話「誇り高き刑事」（1977年） - 三笠敏夫（スーパーREX警備員）
  - 第492話「傷だらけの勲章」（1982年） - 仲本公三
  - 第605話「離婚」（1984年） - 沢田（西矢追ビル守衛）
  - 第650話「山村刑事左遷命令」（1985年） - 牛島弁護士
- 桃太郎侍
  - 第35話「鬼がひしめく青梅宿」（1977年） - 間部長門守
  - 第213話「仁兵衛の天中殺」（1980年） - 伊勢屋
- 大追跡 第10話「耳」（1978年） - 刑事本部長
- 気まぐれ本格派 第30話「兄貴がポックリシンデレラ!?」（1978年） - 中村医師
- 母たることは地獄のごとく 炎の女・澤田美喜（1981年7月8日） - 木浦泰吉
- 松平右近事件帳 第14話「打ち首千両」（1982年）-治助
- 長七郎江戸日記（ユニオン映画）
  - 第1シリーズ
    - 第11話「風流浮世絵崩し」（1983年） - 源次
    - 第37話「いたずら小鳥」（1984年） - 巴屋市兵衛
    - 第57話「壁際族の反乱」（1985年） - 前田源之進
    - 第70話「泣くな!寅」（1985年） - 与作
    - 第81話「鬼の目に涙」（1985年） - 矢沢鉄五郎
    - 第114話「なまくら新兵衛」（1986年） - 小田久佐衛門

  - 第2シリーズ
    - 第8話「人斬り数え唄」（1988年） - 島造
    - SP「長七郎、大奥まかり通る」（1989年） - 山中道伯
- 水曜ロードショー / 素晴らしきサーカス野郎（1984年）
- あきれた刑事 第17話「同級生は危険な女」（1988年） - 長野本部長（西銀座署）
- NEWジャングル 第11話「愛妻危機一髪」（1988年） - 川口
- 年末時代劇スペシャル / 奇兵隊（1989年） - 岸静江
- 土曜グランド劇場→土曜ドラマ
  - 検事・若浦葉子 第10話「目撃者、嘘をつかないで! 私は無実です」（1991年）
  - 高校生レストラン（2011年） - 高科悠平
  - 三毛猫ホームズの推理（2012年） - 仲谷貞吉
  - スーパーサラリーマン左江内氏（2017年） - 茂（もんじゃ焼き「はざま」店主）
- 八百八町夢日記 第2シリーズ 第9話「子を思う闇」（1991年） - 鹿蔵
- 江戸の用心棒 第1話「汝懐妊われ覚えあり」（1994年、ユニオン映画） - 留吉
- お助け信兵衛 人情子守唄（1995年） - 重助
- 水曜ドラマ / レッツ・ゴー!永田町（2001年） - 野々村彦左衛門
- DRAMA COMPLEX / 火垂るの墓（2005年） - 大林会長
- 火曜サスペンス劇場
  - 雨の日の逃亡者（1984年）
  - 人喰い（1985年）
  - ウエディングドレス（1986年） - 塚田茂一
  - 禁じられた結婚（1987年6月2日）
  - 松本清張スペシャル 家紋（1990年）
  - 突然、夫に死なれて（1990年） - 島田仙蔵
  - 朝比奈周平ミステリー 第1作「出雲路殺人事件」（1991年） - 中沢章男
  - 山岳ミステリー 第5作「白馬岳 殺意の峰」（1991年） - 大岡好介
  - 松本清張スペシャル 山峡の湯村（1992年） - 小藤素風
  - 松本清張スペシャル 微笑の儀式（1995年） - 宅間平造
  - 九門法律相談所 第6作「浪費された愛」（1996年） - 岡田善三
  - 月のかたち（1998年） - 平出安雄
  - 冬の駅（1999年） - 富永
  - 検事 霞夕子
    - 第14作「早朝の手紙」（1999年） - 矢嶋満作
    - 第16作「予期せぬ花束」（2000年） - 鳴海
    - 第23作「すれ違った愛」（2004年） - 金子正吾

  - 海に埋めた時間（2000年5月16日） - 川上宗吉
  - 外科医有森冴子Ⅱ「告知」（2000年10月3日） - 竹田啓介
  - どうぞ安らかに1・2（2001 - 2002年） - 直井繁太郎
  - だます女だまされる女 第4作「年金をはたいて愛を買う老人の孤独」（2002年） - 町内会長
  - 緊急救命病院 第1作「血染めの松葉杖が断ち切った介護家族の放火の謎」（2003年） - 高田秀雄
  - 警部補 佃次郎
    - 第17作「妻の立場」（2003年） - 関昌明
    - 第19作「妻の秘密」（2004年） - 中村良市

  - 京都金沢鶴の恩返し殺人事件（2004年1月27日） - 五十嵐宗介
  - 分岐点（2004年6月15日） - 工藤脩一
- スーパーサラリーマン左江内氏（2017年） - 茂（もんじゃ焼き屋店主）役

#### TBS
- 私は貝になりたい（1958年10月31日）
- 東芝日曜劇場→日曜劇場
  - 第88話「敏腕記者」（1958年8月3日）
  - 第313話「おやじ」（1962年）
  - 第482話「杜鵑」（1966年）
  - 第576話「あたしとあなた その9 小さな家の小さな灯」（1967年）
  - 第1056話「それでも春」（1977年、RKB）
  - 第1119話「初恋・通りゃんせ」（1978年、RKB）
  - 第1121話「松本清張おんなシリーズ・心の影」（1978年） - 石岡
  - 第1224話「およめちゃん」（1980年）
  - 第1253話「下町シリーズ葛飾柴又 待っているだけ」（1980年）
  - 第1294話「およめちゃん3」（1981年）
  - 第1501話「小さな島で」（1985年、MBS）
  - 第1509話「プロポーズをもういちど」（1985年、RKB）
  - 第1550話「週末物語 シンデレラ・エクスプレス」（1985年、MBS）
  - 第1553話「あらためて、恋人」（1986年、RKB）
  - 第1622話「天使を乗せたタクシー」（1988年、HBC）
  - 第1681話「日曜日には麻雀を」（1989年）
  - 第1772話「妹の旅」（1991年）
  - 第1856話「夏のたそがれ」（1992年、CBC）
  - お兄ちゃんの選択（1994年） - 田中悟郎
  - 砂の器（2004年） - 桐原小十郎
  - おやじの背中（2014年） - 加納茂吉
- ザ・ガードマン 第74話「黒部の叫び」（1966年）
- 新吾十番勝負（1966年、松竹テレビ室）- 梅井多門
- 記念樹 第17話「小さい小さい貝殻に」（1966年）
- 風 第34話「白州の鬼」（1968年）
- ポーラテレビ小説
  - パンとあこがれ（1969年） - 弥右衛門
  - お登勢（1971年） - 加納市左衛門
  - アンラコロの歌（1972年） - 横田助佐衛門
  - さかなちゃん（1976年） - 梅さん
  - おりん（1979年） - 佐久間惣助
  - 元気です!（1980年） - 大河内長吉
  - おゆう（1983年） - 田村惣平
- 戦国艶物語（1969 - 1970年、ABC） - 坂崎勘兵衛
- ありがとう 第1シリーズ 第28話（1970年10月8日） - 松本刑事部長
- 天皇の世紀 第一部（1971年、ABC） - 西郷隆盛
- 水戸黄門
  - 第3部 第13話「死をかけた願い -桑名-」（1972年2月21日） - 幸右衛門
  - 第4部 第28話「庄助さんの娘 -会津若松-」（1973年7月30日） - 小原庄助
  - 第7部 第7話「帰って来た南部駒 -八戸-」（1976年7月5日） - 吉兵衛
  - 第8部 第5話「秘密を握られた男 -清水-」（1977年8月15日） - 文吉
  - 第12部 第13話「御老公を爆殺せよ! -高松-」（1981年11月23日） - 藤兵衛
  - 第14部 第17話「天下無敵の女棋士 -天童-」（1984年2月20日） - 豊造
  - 第16部 第6話「敵と呼ばれた助三郎 -島田-」（1986年6月2日） - 太左ヱ門
  - 第17部 第14話「馬が蹴散らす悪企み -琴平-」（1987年11月30日） - 平吉
  - 第23部 第15話「格さんは偽りの夫 -小浜-」（1994年11月14日） - 双右衛門
  - 第25部 第10話「涙涙の父娘櫛 -岸和田-」（1997年2月24日） - 東作
  - 第30部 第9話「娘が知った父の秘密 -久保田-」（2000年3月4日） - 神崎幸庵
- 大岡越前
  - 第3部（1972年）
    - 第5話「無情の捕縄」 - 善吉
    - 第24話「人情の罠」 - 由造

  - 第6部 第16話「因業大家と人情大工」（1982年6月21日） - 政五郎
  - 第8部 第7話「意地比べ江戸っ子気質」（1984年9月3日） - 政五郎
  - 第10部 第16話「名乗り出た三人の下手人」（1988年6月13日） - 十造
  - 第13部 第15話「河童にさらわれた若旦那」（1993年2月22日） - 小津屋
- 七人の刑事・特別編（1973年 - 1975年）
- 走れ!ケー100 第41話「少年は冒険せよ」（1974年）
- 影同心（1975年、MBS）
  - 影同心 第4話「欲にからんで殺し節」 - 中屋喜右衛門
  - 影同心II 第7話「百合の香りに夜の蝶」 - 藤兵衛
- 結婚前夜シリーズ 第6話「さよならインバネス」（1976年、TBS） - 政義
- Gメン'75
  - 第37話「チリ紙交換殺人事件」（1976年） - 中村勇の父親
  - 第45話「警視庁広域手配NO.307」（1976年） - 矢野真人
  - 第69話「ヒキ逃げ白バイ警官」（1976年） - 丸山警部
  - 第79話「24749の遺体」（1976年） - 戸村巡査
  - 第130話「一卵性双生児殺人事件」（1977年） - 大町部長刑事
  - 第144話「雪原に消えた13人の乗客」（1978年） - はしとらの富さん
  - 第185話「津軽海峡を渡る片足の男」、第186話「青函連絡船の殺し屋」（1978年） - 山室義雄
  - 第247話「午前0時の漂流死体」（1980年） - 犬塚（北見大作）
  - 第323話「骸骨たちの海水浴」（1981年） - 前田
- 花王 愛の劇場→愛の劇場
  - 別れて生きる時も（1978年） - 松本
  - またのお越しを（2003年） - 風祭勇吉
- 噂の刑事トミーとマツ 第1シリーズ
  - 第5話「トミマツ真っ青・女の戦争」（1979年） - 長沼
  - 第44話「トミマツまっ青、情無用の新課長」（1980年） - タケシの父
- 天皇の料理番（1980 - 1981年） - 秋山周蔵
- 秘密のデカちゃん 第2話「ゆうべの誓い、忘れたの!?」（1981年） - 大沢
- 金曜ドラマ
  - 父母の誤算（1981年） - 大友先生
  - 週末婚（1999年） - 浅井広太郎
  - 夜のせんせい（2014年） - 高倉富雄
  - Nのために（2014年） - 野原兼文（野ばら荘の大家）
- 3年B組金八先生
  - SP4（1985年） - 本田校長
  - SP5（1986年） - 同上
  - SP6（1987年） - 同上
  - 第5シリーズ（1999 - 2000年） - 大西豊（大西さん）
- 水曜ドラマスペシャル 恋人たちのいた場所（1986年3月26日） -  川上菊次
- 水曜ドラマ / 意外とシングルガール（1988年） - 山田省三
- TBS大型時代劇スペシャル
  - 織田信長（1989年） - 浅野長勝
  - 平清盛（1992年） - 平時信
- ドラマ30
  - 娘からの宿題（1993年、CBC）
  - 直子センセの診察日記（1999年、CBC） - 古賀謙作
- 江戸を斬る シリーズ
  - 江戸を斬るV（1980年）
    - 第1話「江戸を斬る」- 松五郎
    - 第8話「おゆきに似てた娘掏摸」 - いかづちの竜蔵

  - 江戸を斬るVIII 第3話「悪が群がる地獄島」（1994年） - 赤不動の富造
- ナショナル劇場 / こちら第三社会部（2001年10月29日） - 神崎宗吉
- ケータイ刑事 銭形舞（2003年） - 袴田権四郎
- ROOKIES（2008年） - 沢村監督
- 木曜ドラマ9 / 最高の人生の終り方〜エンディングプランナー〜（2012年2月2日） - 岡部啓介
- パナソニック ドラマシアター / 浪花少年探偵団（2012年） - 藤野与平
- ドラマNEO / イロドリヒムラ（2012年） - 織本順吉（哲学爺さん役）
- 月曜ミステリーシアター / 名もなき毒（2013年） - 友野栄次郎
- 水曜ドラマスペシャル→月曜ドラマスペシャル→月曜ミステリー劇場→月曜ゴールデン
  - 湖に立つ女（1986年） - 編集長 役
  - 松本清張作家活動40年記念ドラマSP・西郷札（1991年）
  - 金田一耕助の傑作推理「女怪」（1992年） - 寺坂
  - 横溝正史賞サスペンス「恋文」（1992年12月7日） - 柏木弁護士
  - 金田一耕助シリーズ「獄門島」（1997年） - 村瀬幸庵
  - 浅見光彦シリーズ
    - 第11作「蜃気楼」（1998年） - 梶川尋助
    - 第25作「姫島殺人事件」（2008年） - 属蔵吉

  - 陰の季節 第6作「刑事」（2003年） - 葉山智之
  - 税理士楠銀平の事件帳簿 第1作（2003年） ‐ 犬飼春太郎 役
  - 真実を追う男 第2作（2004年） - 西田幸雄
  - おふくろ先生の診療日記 第1作（2008年） - 向坂泰造
  - 女タクシードライバーの事件日誌 第4作「殺意を運ぶ紙ヒコーキ」（2009年） - 本橋幸造
  - 新・示談交渉人 裏ファイル 第1作（2011年） - 矢崎繁雄

#### フジテレビ
- 銭形平次
  - 第12話「狂った火」（1966年） - 大徳屋
  - 第61話「岡っ引き殺し」（1967年） - 藤造
  - 第250話「わらべ唄殺人事件」（1971年） - 大黒屋
  - 第388話「人情大利根往来」（1973年） - 不動の藤五郎
  - 第641話「生きる」（1978年） - 与兵ヱ
  - 第691話「涙の重さ」（1979年） - 伊勢屋源蔵
  - 第853話「花は知っていた」（1983年） - 安蔵
- 大奥 第8話「愛妾お伝の方」 - 第10話「鼓の音哀し」（1968年） - 牧野成貞
- 清水次郎長 第37話「丁半めくら勝負」（1972年）　- 木津山の吉五郎
- 笹沢佐保 峠シリーズ 第4話「鬼首峠に捨てた鈴」（1972年） - 安中の五郎七
- 忍法かげろう斬り 第5話「乳房のある大名」（1972年）
- 泣くな青春 第11話「父と子の接点」（1972年）
- 木枯し紋次郎 第2部 第11話「駆入寺に道は果てた」（1973年） - 山形屋
- 剣客商売 第3話「剣の誓い」（1973年） - 柿本源七郎
- 眠狂四郎 第23話「謎の女は闇を恨んだ」（1973年）
- 戦国ロック はぐれ牙 第2話「分銅金に死を賭けろ」（1973年）
- 若さま侍捕物手帖 第20話「大江戸の黒い霧」（1973年） - 相模屋
- 座頭市物語 第19話「故郷に虹を見た」（1975年、CX / 勝プロ） - 岩五郎
- 夫婦旅日記 さらば浪人（1976年） - 花山三郎衛門
- 新・座頭市（1976年） - 角蔵
- 江戸の渦潮 第5話「酔いどれ十手」（1978年）
- 大空港 第6話「紙一重の青春」（1978年） - 堀井クリーニング店主
- ああ、お父ちゃん（1978年10月1日・8日、関西テレビ） - 田村刑事
- 同心部屋御用帳 新・江戸の旋風（1980年）
  - 第9話「女郎蜘蛛の罠」 - 備前屋茂兵衛　
  - 第30話「瞼の父娘の子守唄」 - 直吉
- 裸の大将放浪記（1980年 - 1997年）
- 江戸の用心棒（1981年） - 梶川与惣兵衛
- 阪急ドラマシリーズ / ゆるしません！(1980年) - 中川
- 先生お・み・ご・と!（1982年） - 秋川校長
- 影の軍団シリーズ
  - 影の軍団II 第15話「黒衣に汚された恋」（1982年） - 向井弘明
  - 影の軍団IV 第25話「幻の少女・私を殺さないで」（1985年） - 柴田了賢
- 弐十手物語（1984年）
- 流れ星佐吉 第8話「大枚つんだお床入り」（1984年）
- 暴れ九庵（1984年） - 辰吉
- 花嫁衣裳は誰が着る（1986年） - 酒田兵衛
- 世にも奇妙な物語 「マイホーム」（1990年） - 浜本等
- 鬼平犯科帳
  - 第1シリーズ 第22話「金太郎そば」（1990年） - 藁馬の重兵衛
  - 第3シリーズ 第9話「雨隠れの鶴吉」（1992年） - 石屋源右衛門
  - 第4シリーズ 第17話「さざ浪伝兵衛」（1993年） - 砂堀の蟹蔵
  - 第8シリーズ 第6話「おれの弟」（1998年） - 宗仙
- 男と女のミステリー→金曜ドラマシアター→金曜エンタテイメント→金曜プレステージ
  - 女優 夏木みどりシリーズ 第2作（1989年） - 睦月
  - 松本清張スペシャル・疑惑（1992年） - 白河福太郎
  - 松本清張の異変街道（1993年） - 杉浦治郎作
  - 宝石調査員 九条薫 備前～倉敷・サファイア連続殺人事件（2000年） - 桜井署署長
  - 赤い霊柩車シリーズ 第20作「血の鎮魂歌」（2005年） - 和泉大和
  - 浅見光彦シリーズ 第23作「日光殺人事件」（2006年） - 智秋友康
  - ドクター小石の事件カルテ 第3作「毒薬」（2006年） - 宮永貞次
- 水曜劇場
  - 沙粧妙子-最後の事件-（1995年） - 宮原安一
  - 私を旅館に連れてって（2001年） - 神崎宗吉
- 隠密奉行朝比奈 第1話「桜島に消えた割符」（1998年） - 甚兵衛
- けろりの道頓 秀吉と女を争った男（1999年） - 千利休
- 御家人斬九郎 第5シリーズ（2002年） - 竹林甚五右衛門
- 怪談百物語（2002年） - 耳なし芳一（老年期）
- Ns'あおいスペシャル 桜川病院最悪の日（2006年） - 花村老人
- 木曜劇場
  - コード・ブルー -ドクターヘリ緊急救命- 1st season（2008年） - 福島重蔵
  - 風のガーデン（2008年） - 三沢老人
  - それでも、生きてゆく（2011年） - 村上威夫
  - 最後から二番目の恋（2012年） - 一条さん
    - 2012秋（2012年）
    - 続・最後から二番目の恋（2014年）
    - 続・続・最後から二番目の恋（2025年） - ※写真出演　

  - 医師たちの恋愛事情（2015年） - 三浦省一
- ひとりじゃない（2011年） - 蝦名辰夫

#### テレビ朝日
- 俺は用心棒 第25話「めおとの風」（1967年）
- 素浪人 花山大吉（1969年） - 瀬沼弓之進
- 鬼平犯科帳（八代目松本幸四郎版）
  - 第1シリーズ 第4話「蛇の眼」（1969年） - 紋蔵
  - 第1シリーズ 第27話「五年目の客」（1970年） - 江口の音吉
  - 第2シリーズ  第8話、第9話「兇剣（前編、後編）」（1971年） - 大和屋栄次郎
- 遠山の金さん捕物帳
  - 第9話「役者がほれた女」（1970年） - 源太
  - 第35話「蒸発した女」（1971年） - 仁助
  - 第56話「のぞかれた女」（1971年） - 稲妻の政
  - 第114話「笑って死んだ女」（1972年） - 渡海屋利右衛門
- 人形佐七捕物帳 第21話「怪盗むささび小僧」（1971年） - 山城検校
- 大忠臣蔵（1971年） - 長沢典膳
- 荒野の素浪人 第1シリーズ（1972年）
  - 第6話「略奪 眠れる埋蔵金」 - 野川孝右衛門
  - 第36話「策謀 魔の凶悪犯護送」 - 三国典膳
- 地獄の辰捕物控 第12話「女の目に海が光った」（1972年） - 島吉
- 荒野の用心棒 第29話「黒い葬列団は夕陽に映えて…」（1973年） - 玄斉
- 狼・無頼控 第8話「恐怖の夜叉面」（1973年） - 長兵衛
- 鬼平犯科帳 第1話「用心棒」（1975年）
- 破れ傘刀舟悪人狩り
  - 第25話「子はぐれ唐人」（1975年） - 大槻丹波守
  - 第38話「女肌地獄」（1975年） - 垣見図書頭
  - 第65話「槍しぶき黒田節」（1975年） - 榊原大膳
  - 第94話「十万石の罠」（1976年） - 増田武太夫
  - 第128話「鬼の涙が闇に散る」（1977年） - 板倉大膳
- 必殺シリーズ（ABC）
  - 必殺必中仕事屋稼業 第7話「人質勝負」（1975年） - 油屋栄三郎
  - 必殺仕置屋稼業 第8話「一筆啓上正体が見えた」（1975年） - 山崎格之進
  - 必殺仕業人 第8話「あんたこの五百両どう思う」（1976年） - 牧野十郎左衛門
  - 江戸プロフェッショナル・必殺商売人 第5話「空桶で唄う女の怨みうた」（1978年） - 三州屋与兵ヱ
  - 必殺仕事人 第48話「表技魔の鬼面割り」（1980年） - 土田甚内
  - 新・必殺仕事人 第27話「主水 出張する」（1981年） - 恩地伊織
  - 新・必殺仕舞人 第8話「その手は桑名の焼蛤」（1982年） - 鳴海屋
  - 必殺仕切人 第14話「もしも歳末富くじがイカサマだったら」（1984年） - 夢丸
  - 必殺スペシャル・春一番 仕事人、京都へ行く 闇討人の謎の首領!（1989年） - 五兵衛
  - 必殺仕事人・激突! 第2話「大久保彦左衛門のたらい」（1991年） - 大久保彦次郎
- 非情のライセンス 第2シリーズ 第72話「兇悪の密告」（1976年） - 花角茂之（花角建設社長）
- 人魚亭異聞 無法街の素浪人 第1話「駅馬車暁の襲撃」（1976年） - 山口屋良右衛門
- 破れ奉行 第39話「さらば! 深川奉行」（1977年） - 喜助
- 若さま侍捕物帳 第8話「参上!! 殺しの番号」（1978年）
- 土曜ワイド劇場
  - 0計画(ゼロプラン)を阻止せよ（1979年） - 矢部警部
  - 松本清張の連環（1983年） - 下島豊太郎
  - 牟田刑事官事件ファイル
    - 第1作「事件の眼 信濃路にいた女」（1983年） - 久野刑事
    - 第2作「女たちの殺人パーティー」（1985年） - 久野刑事
    - 第6作「奥鬼怒川湯けむり渓谷の殺意」（1987年） - 沢村明

  - 片岡孝夫の好青年探偵シリーズ 第4作「七年待った妻」（1984年）
  - 江戸川乱歩の美女シリーズ 第23作「炎の中の美女」（1984年） - 荒井熊次郎
  - 考古学者シリーズ
    - 第6作「花嫁殺し」（1987年） - 土屋
    - 第19作「美人エステティシャン殺し」（1997年） - 一関署署長

  - 尼さん探偵事件帖 第3作「湯けむりの向うに犯人が…! みちのく温泉殺人事件」（1991年） - 八田新治
  - 殺人設計図を書く女「湯けむり指宿温泉・殺意の記念碑」（1993年、大映テレビ） - 村瀬辰造
  - 京都殺人案内 第19作「みちのく泣き地蔵の秘密 雨ニモマケズ 風ニモマケズ…」（1993年） - 野島茂吉
  - 消えた身代金（1994年）
  - 花吹雪女スリ三姉妹 第2作「みちのく絵図の秘密」（1995年） - 辻平八郎
  - 事件 第3作「死刑を求刑された女! 母は本当に父を殺したのか?」（1995年） - 室井軍治
  - 京都マル秘仕事人
    - 第1作「京都マル秘仕置帖」（1999年） - 岩田丈吉
    - 第2作「京都マル秘仕事人」（2001年） - 石田文吉

  - 高橋英樹の船長シリーズ 第11作「狙われた密会航路」（1999年） - 藤井栄吉
  - 疑惑（2003年） - 原山正雄（弁護士）
  - 新・赤かぶ検事奮戦記 第16作「飛騨・高山～能登・和倉 喪服の似合う人妻の秘密」（2004年） - 三枝光太郎
- 江戸の牙（1979年） - 諸口屋
- 鉄道公安官 第16話「アグネスの鎌倉密室旅行」（1979年）
- 長七郎天下ご免!
  - 第5話「情け! 高麗人参」（1979年） - 宝珠堂六右衛門
  - 第65話「鬼っ子江戸を走る!」（1981年） - 弥平
- 暴れん坊将軍シリーズ
  - 吉宗評判記 暴れん坊将軍
    - 第56話「春の淡雪に消えた男」（1979年） - 堀田佐渡守
    - 第96話「お城の狸をいぶり出せ!」（1980年） - 川尻丹後
    - 第107話「あわれ、女お庭番」（1980年） - 進藤外記
    - 第120話「竹姫様涙のお輿入れ」（1980年） - 川副式部
    - 第188話「嵐を呼んだめ組の花嫁」（1981年） - 文造

  - 暴れん坊将軍II
    - 第92話「誰がワルやら閻魔やら!」（1985年） - 一心堂太仲
    - 第177話「母哀し、裏切りの二重奏!」（1986年） - 肥前屋重右衛門

  - 暴れん坊将軍III
    - 第12話「絵草子からくり心中」（1988年） - 近松門左衛門
    - 第106話（SP）「激闘! 大阪城、吉宗に挑む豊臣一族!」（1990年） - 桐屋伊右衛門
- 特捜最前線
  - 第172話「乙種蹄指紋の謎!」（1980年） - 森田源三
  - 第215話「シャムスンと呼ばれた女!」（1981年） - 医師
  - 第260話「逮捕志願!」（1982年） - 佐々垣修吉
  - 第306話「絞殺魔の記念写真!」（1983年）
  - 第398話「摂氏1350度の殺人風景!」（1985年）
  - 第443話「退職刑事失踪の謎! 瀬戸内に架けた愛!!」（1985年） - 堂本平吉
- ザ・ハングマンシリーズ
  - ザ・ハングマン
    - 第4話「辱められたキャンバス」（1980年） - 夏木信一郎（聖文大学教授）
    - 第42話「リモコン・ヘリ空爆処刑」（1981年） - 白石（メッキ工場主）

  - ザ・ハングマンII 第9話「仮病の悪 大手術いびり出し作戦」（1982年） - 浜田平吉（警視庁捜査四課係長）
- 鬼平犯科帳
  - 第2シリーズ 第2話「五年目の客」（1981年） - 江口の音吉
  - 第3シリーズ 第24話「むかしなじみ」（1982年） - 網虫の久六
- 遠山の金さん ※高橋英樹版
  - 第9話「大江戸最大の誘拐事件!」（1982年） - 遠州屋伍平　
  - 第41話「俺は見た! 料亭"水月"殺人事件」（1983年） - 尾張屋長五郎
  - 第134話「愛のさすらい・女経師スタコラお照!」（1985年） - 佐兵衛
- 迷宮課刑事おみやさん（1985年） - 七尾署長
- 大都会25時 第3話「プッツン娘が見ていた」（1987年）
- 三匹が斬る!
  - 三匹が斬る! 第2話「花一輪、雨も上がるか中山道」（1987年） - 速水孫兵衛
  - 続・三匹が斬る! 第7話「黒髪の、尼に乞われて用心棒」（1989年） - 安藤勘解由
  - 新・三匹が斬る! 第7話「座敷童子、見たか聞いたか百万両」（1992年） - 次郎兵衛
- 名奉行 遠山の金さん
  - 第2シリーズ 第15話「美女誘拐!悪事が匂う蔵の中」（1989年9月21日） - 平六
  - 第4シリーズ 第3話「神隠しから戻った美女」（1991年11月21日） - 大和屋彦右衛門
  - 第6シリーズ 第23話「大陰謀!紫頭巾の女」（1995年1月19日） - 霧右衛門
- 火曜スーパーワイド / 三毛猫ホームズシリーズ 第1作「三毛猫ホームズの結婚披露宴」（1989年） - 伊豆島モトジ
- さすらい刑事旅情編II 第17話「痴漢が死んだ! 偽証する女」（1990年）
- 和宮様御留（1991年） - 新倉覚左衛門
- はぐれ刑事純情派
  - 第2シリーズ 第21話「過去を盗んだ男」（1989年） - 大久保正明
  - 第4シリーズ 第2話「夫を警察に売った人妻」（1991年） - 松田米吉
  - 第5シリーズ 第24話「百万円の殺意 消えた若妻」（1992年） - 荻野啓助
  - 第10シリーズ 第18話「狼少年に庇われた女!? 疎開した夏…折り鶴の謎」（1997年）
  - 第14シリーズ 第4話「IT殺人!? インターネット犯罪に挑戦した安浦刑事」（2001年） - 高橋勇次
- 新選組血風録（1998年） - 播磨屋道伯
- 木曜ミステリー
  - 京都地検の女 第4シリーズ（2007年） - 藤原則武
  - 新・京都迷宮案内5 第10シリーズ（2008年） - 坂井信吉
- 相棒
  - season7 - 京極民夫
    - 第1話「還流〜密室の昏迷」（2008年10月22日）
    - 第2話「還流〜悪意の不在」（2008年10月29日）

  - season14 第4話「ファンタスマゴリ」（2015年） - 譜久村聖太郎
- 落日燃ゆ（2009年） - 斎藤実
- 臨場 続章（2010年） - 寺西竹夫
- TRICK 新作スペシャル2（2010年5月15日） - 村長 役
- 日曜ナイトドラマ / Dr.伊良部一郎（2011年）
- おみやさん SP1（2016年） - 本田松次郎
- 帯ドラマ劇場 / やすらぎの郷（2017年） - 加納英吉 ※遺作テレビドラマ

#### テレビ東京
- おさな妻（1970年） - 編集長
- プレイガール 第65話「怪談・謎の黒猫病棟」（1970年）
- 大江戸捜査網
  - 第64話「花火の夜に狂った女」（1972年） - 茂兵衛
  - 第283話「命を賭けたいかさま稼業」（1977年） - 徳兵衛
  - 第317話「傷だらけ涙の人情駕籠」（1977年） - 錦屋長兵衛
  - 第442話「決死の御金蔵破り」（1980年） - 天竺堂
- 高校教師（1974年） - 菊池大造
- 新 木枯し紋次郎 第18話「砕けた波に影一つ」（1978年） - 網元
- 12時間超ワイドドラマ / 宮本武蔵（1990年） - 本阿弥光悦
- 泥棒に手を出すな!（1990年） - 時国平成
- あばれ八州御用旅 第2シリーズ（1991年） - 七兵衛
- あばれ医者嵐山（1995年） - 天竺屋佐兵衛
- ドラマ24 / 死化粧師（2007年） - 琢磨喜三郎
- ケータイ捜査官7（2008年） - 大滝精一
- 経済ドキュメンタリードラマ ルビコンの決断（2010年）
- 女と愛とミステリー→水曜ミステリー9
  - 四つの終止符（2001年） - 宝井清太郎
  - 犯罪交渉人ゆり子 第3作「鳥羽・答志島に、ゆり子監禁!」（2004年） - 笠原正三郎
  - 猪熊夫婦の駐在日誌 第4作「制服捜査～遺恨～」（2007年） - 片桐義夫

#### WOWOW
- ドラマW→連続ドラマW
  - パンドラ（2008年） - 朋田勝之助
  - 幻夜（2010年） - 秋村隆治の祖父
  - 5人のジュンコ（2015年） - 守川繁

### ドキュメンタリー
- 老いてなお花となる
  - 〜織本順吉 90歳の現役俳優〜（NHK BS1、2017年9月22日）[16]
  - 第二章　俳優・織本順吉92歳（NHK BS1、2019年3月3日）
  - 最終章〜 俳優・織本順吉 父と娘 最後の記録〜（NHK BS1、2020年）
  - 俳優・織本順吉　遺品整理編（NHK BS、2024年6月15日）[17]

### 映画
- 山びこ学校（1952年） - 和助の兄
- 雲ながるる果てに（1953年） - 田中中尉
- 女ひとり大地を行く （1953年） - 喜一
- 億万長者（1954年） - 野党代議士
- 学生心中（1954年）
- 日の果て（1954年） - 山村一等兵
- 顔のない男（1955年）
- 乳房よ永遠なれ（1955年）
- 美わしき歳月（1955年）
- 坊ちゃん記者（1955年）
- あなた買います（1956年）
- 真昼の暗黒（1956年） - 杉田刑事
- 雪崩（1956年） - 井上猛
- 天国はどこだ（1956年）
- 警視庁物語 夜の野獣（1957年）
- 純愛物語（1957年） - 刑事A
- 米（1957年） - 笹浸しの漁夫
- 空港の魔女（1959年）　- 横井刑事[18]
- 人間の條件 第一部 純愛篇 / 第二部 激怒篇（1959年） - 崔
- 遊星王子（1959年） - 松田一佐
- はだかっ子（1961年） - 藤岡先生
- ギャング対Gメン（1962年） - 野口雄一
- 特別機動捜査隊（1963年） - 橘部長刑事
- 特別機動捜査隊 東京駅に張り込め（1963年） - 橘部長刑事
- 三匹の侍（1964年）
- 暗殺（1964年） - 芹沢鴨
- 仇討（1964年）
- 刑事(デカ) （1964年） - 新田部長刑事
- 怪談（1965年） - 関内の同僚
- 昭和最大の顔役（1966年） - 山上誠
- 浪曲子守唄（1966年） - 源蔵
- 昭和残侠伝 唐獅子牡丹（1966年） - 田代安川
- 若親分千両肌（1967年） - 赤松寅吉
- ギャングの帝王（1967年） - 安井刑事
- スクラップ集団（1968年） - 警察署長
- 復讐の歌が聞える (1968年)
- 裸の十九才（1970年） - 米屋の主人
- 婉という女（1971年） - 井口長左衛門
- 顔役（1971年） - 吉川
- 子連れ狼（1972年）
- あゝ声なき友（1972年） - 署長
- 男はつらいよ 寅次郎忘れな草（1973年） - 栗原久宗
- 仁義なき戦い 完結篇（1974年） - 早川英男
- 樺太1945年夏 氷雪の門（1974年） - 神崎雄一
- わが道（1974年） - 山田巡査部長
- 暴動島根刑務所（1975年） - 広畑不二夫
- 新仁義なき戦い 組長の首（1975年） - 井関政治
- トラック野郎・爆走一番星（1975年） - 小野松吉
- 実録外伝　大阪電撃作戦（1976年） - 南原正幸
- 新仁義なき戦い　組長最後の日（1976年） - 本山孝夫
- 沖縄やくざ戦争（1976年） - 大城朝光
- やくざの墓場　くちなしの花（1976年） - 波多野武市
- やくざ戦争 日本の首領（1977年） - 梅原権之助
- 北陸代理戦争（1977年） - 谷中政吉
- 竹山ひとり旅（1977年） - 北海道の木賃宿の主人
- 日本の仁義（1977年） - 西島国一
- 新・女囚さそり 特殊房X（1977年） - 加藤
- 宇宙からのメッセージ（1978年） - 長老・キド
- 赤穂城断絶（1978年） - 井関徳兵衛 役
- 総長の首（1979年） - 玉井修造 役
- 日本の黒幕（1979年） - 津沼
- もう頰づえはつかない（1979年）
- 五番町夕霧楼（1980年） - 臨源寺玄悠
- 青春グラフィティ スニーカーぶる〜す（1981年） - 辻
- 連合艦隊（1981年） - 大林末雄
- 日本の熱い日々 謀殺・下山事件（1981年） - 助役
- 駅 STATION（1981年） - 署長
- 大日本帝国（1982年） - 豊田貞次郎
- 未完の対局（1982年） - 警察署長
- 湯殿山麓呪い村（1984年） - 淡路剛造
- ゴジラ（1984年） - 毛利防衛庁長官[3]
- Mishima: A Life In Four Chapters（1985年） - 益田兼利
- 大奥十八景（1986年） - 若林久左ヱ門
- 必殺! III 裏か表か（1986年） - 加納平馬
- 旅路 村でいちばんの首吊りの木（1986年） - 筒井
- 龍飛岬（1988年） - 署長
- 夢の祭り（1989年） - 兼四郎
- 誘惑者（1989年）
- 利休 （1989年） - 今井宗久
- シャイなあんちくしょう（1991年） - 江川一郎
- 国会へ行こう!（1993年） - 武田派議員
- 釣りバカ日誌6（1993年）
- 子連れ狼 その小さき手に（1993年） - 老中
- さよならニッポン（1995年）
- 極道の妻たち 危険な賭け（1996年）
- 宮澤賢治 その愛（1996年） - 島地大等
- 八つ墓村（1996年） - 井川丑松
- 借王3（1998年） - 伏見良一（伏見の父親）
- 新・仁義なき戦い。（2000年）
- 千年の恋 ひかる源氏物語（2001年） - 覚全僧上
- 森の学校 (映画)（2002年） - 波多野万蔵
- ホーム・スイートホーム2 日傘の来た道（2003年）
- 恋するトマト（2005年） - 野田清一
- 自由戀愛（2005年）
- 不撓不屈（2006年） - 飯塚四郎
- 怪談新耳袋（2006年） - 洪庵住職
- 北辰斜にさすところ （2007年） - 西崎浩一
- 檸檬のころ（2007年） - 金子
- 魁!!男塾（2008年） - 修羅和尚
- 私は貝になりたい（2008年） - 松田老人
- キズモモ。（2008年） - 弓矢三紀
- The Harimaya Bridge はりまや橋（2009年） - トモキ・シデ
- BALLAD 名もなき恋のうた（2009年）
- 書道ガールズ!! わたしたちの甲子園（2010年） - 高田秀雄
- ふたたび（2010年）
- はやぶさ 遥かなる帰還（2012年）
- HOME 愛しの座敷わらし（2012年） - 栃尾粂太郎
- 土竜の唄 潜入捜査官REIJI（2014年） - 佐久野弥兵
- 物置のピアノ（2014年） - 宮本正賢
- 0.5ミリ（2014年） - 片岡昭三
- 嫌な女（2016年） - 近藤高明
- 空人（2015年） - 阿部洋一
- blank13（2018年） ※遺作映画
- うしろから撮るな 俳優織本順吉の人生（2024年）[19]

### オリジナルビデオ
- プリズンホテル
- 裏切りの明日（1990年、工藤栄一監督）
- 新・第三の極道11 血塗られた仁義（2000年） - 藤堂組組長 宮嶋誠道
- Ms.タクシードライバー　裏切らない女（2002年・レジェンド・ピクチャーズ）

### 舞台
- フォスター大佐は告白する
- ベッシー・スミスの死
- トパーズ
- 剣客商売
- ジャンプ （作：山田太一）
- 階段の上の暗闇
- 星の時間 （作：別役実）

### 吹き替え
- ケーシー・ジョーンズ（アラン・ヘイル・ジュニア）
- 激戦地（マクファーソン大佐〈ジャック・パランス〉）※日本テレビ版
- ジェット・パイロット（ドン・ゴードン）
- パットン大戦車軍団（ジョージ・パットン米陸軍大将〈ジョージ・C・スコット〉） ※日本テレビ旧録版
- ミステリーゾーン2 #24 「砂の上の宝」（ファーウェル〈オスカー・ベレギ・ジュニア〉）

### ラジオ
- 神々の山嶺
- コーカサスの黄金の雲

### バラエティ
- ダウンタウンのごっつええ感じ（フジテレビ）「木瓜の花」 - 刑事

### ナレーション
- 知ってるつもり?!（日本テレビ）
- スペースJ（TBS）
- ドキュメント'97

### CM
- ソニー・コンピュータエンタテインメント PSP
- NTTドコモ九州
- KDDI　auの庭で 「塩大福」篇
- 東洋水産 マルちゃん 麺づくり